# Den store Cirkusbrand
Den store Cirkusbrand er en dansk stum romantisk dramafilm fra 1913 produceret af Kinografen og instrueret af Einar Zangenberg. 
Filmen havde dansk premiere den 15. september 1913 i Kinografens egen biograf på Frederiksberggade i København. 

## Handling
Den unge balance-artist Brian søger engagement i Cirkus Brown. Han bliver antaget af cirkusdirektøren, og han møder Nora, der er gift med den musikalske klovn Leonard. Leonard er en skidt karl, der er utro med andre kvinder og som behandler Nora dårligt. Brian og Nora bliver venner. Leonard opildner Brian til at forsøge at stå på hænder på toppen at en møllevinge, men Leonard får sat møllens vinger mens Brian forsøger at gennemføre sit vovestykke. Det lykkes at redde Brian, men Leonards udåd bliver ikke afsløret. Under aftenens cirkusforestilling slår lynet ned, og cirkusteltet bryder i brand. Leonard slipper ikke ud af teltet, men Brian redder ham ud og lægger den fortumlede Leonard i den gamle mølle. Leonard er blevet ramt af nervechok, og i møllens farer han rundt og sætter møllen i gang, og nu forstår alle, hvad der var sket. 
Leonard bliver åndssvag og går omkring og spiller violin lavet af en cigarkasse, men dør senere. Da Brian og Nora hører, at Leonard er gået bort, drager begge et suk, og deres hænder mødes i tavs forståelse om deres fremtid.

## Medvirkende
- Frederik Christensen - Cirkusdirektøren
- William Bewer - Leonard, musikal-klovn
- Edith Buemann Psilander - Nora, Leonards hustru
- Henry Seemann - Brian, balancekunstner
- Alfi Zangenberg - Carmen, sangerinde